# Puente del Cinturón de Jade
El puente del Cinturón de Jade (chino simplificado: 玉带 桥, chino tradicional:玉带 桥, pinyin: Dai Yu Qiao) es un puente de tipo luna de uso peatonal, que fue construido en el siglo XVIII. Se encuentra ubicado en los terrenos del Palacio de Verano en Pekín, China. Es especialmente conocido por la altura de su único arco.
El Puente del Cinturón de Jade es el más conocido de los seis puentes que se encuentran en la orilla occidental del lago Kunming, el lago artificial que ocupa la mayor parte del área de los jardines imperiales del Palacio de Verano. Fue erigido entre los años 1751 y 1764, durante el reinado del emperador Qianlong y se construyó al estilo de los delicados puentes de la campiña del sur de China. Está realizado en mármol y piedra blanca y sus barandas se encuentran adornados con tallas de grullas y otros animales. 
El espacio libre de la bóveda fue elegido para albergar el barco del dragón del emperador Qianlong. El lago Kunming es la desembocadura del vecino río Yu, y en ocasiones especiales, los barcos de dragón de los emperadores pasaban específicamente bajo este puente.
- Datos: Q3397261
- Multimedia: Jade Belt Bridge (Summer Palace) / Q3397261